# 石坂義礼
石坂 義礼（いしざか よしかた、文化6年（1809年） - 慶応4年（1868年））は、幕末の旗本。八王子千人頭。通称、弥次右衛門。父は石坂徳誼。日光を新政府軍に無血で明け渡し、切腹した。子の石坂鈴之助は後に彰義隊参加。

## 来歴
1868年（慶応4年）、日光勤番中の義礼は、戊辰戦争において板垣退助の率いる新政府軍が日光に迫るを知り、日光を戦禍から守るべく幕府軍の大鳥圭介等に相談の上、日光を新政府軍に明け渡し、八王子に帰還した。実は、この日光明け渡しの時、恭順に反対する者たちが、板垣退助の暗殺を計画しており、義礼もその計画に加わっていた。しかし、板垣の戦禍を避ける主意に心を動かされた義礼は実行することが出来なかった。一方で新政府軍の斥候によって暗殺計画の一部は露見し、日光の光栄坊に潜伏していた者の内、6名は討死し、1名は捕縛、3名（狙撃兵）は逃亡していた。その為、板垣に最も接近した場所に居ながら暗殺を実行せず、日光を官軍に明け渡したことの責任を追及され、義礼は老父・徳誼の介錯により切腹して果てた。享年60。菩提寺・興岳寺（八王子市千人町1-2-8）に葬られた。
詳細は明治元年板垣退助暗殺未遂事件を参照

## 板垣暗殺未遂事件のその後
子の石坂鈴之助は後に彰義隊（徳川霊廟警護）に参加。明治5年、罪は不問とされ、浜松に移住した記録が残る。
明治6年の政変で参議を辞した板垣退助は、明治7年1月12日、愛国公党を結成。同17日、日本初の国会開設請願となる民撰議院設立建白書を左院に提出した。しかし、これが政府に却下されると、板垣は土佐に自由民権運動の政治結社・立志社を設立。また全国活動を行える組織として、明治8年2月、愛国社を大阪で設立、本社を東京と定めた。この愛国社の設立に上野彰義隊の出身者らが多数賛同し「大政の由って出る所と天下の形成事情とを察し、一般人民の利益を謀る等のことを協議討論し、および何事によらず各社に報知することを努むべし」とする規約に基づき、東京に社員を派遣させている。
八王子千人同心の住んだ付近にあたる日野宿や、三多摩地域も自由民権運動の盛んな地域となり、石坂昌孝、村野常右衛門、深沢権八らの自由民権家を輩出した。

## 評価
板垣暗殺計画に加担しながら、実行しなかったことを糾弾され切腹した義礼であるが、約束の通り暗殺を遂行していたならば、日光は戦禍に巻き込まれ、また後の板垣らによる自由民権運動も起こすことが出来なかったのではないかとするならば、義礼が下した日光明け渡しの決断は正しかったと言え、その結果、世界遺産・日光の姿を今に伝えることが可能となったと肯定的に評価されている。その縁もあり日光市と八王子市は姉妹都市となり、1966年（昭和41年）4月、興岳寺境内に義礼の顕彰碑が建てられ、その墓前には日光市から贈られた香炉が安置されている。また義礼の墓は八王子市の指定史跡となっている。

## 補註
1. ↑  『神田錦町・松本亭』川合貞吉著、學藝書林、1977年
2. ↑  『三多摩壮士はなぜ生まれたのか -自由民権運動にみる多摩のDNA-』多摩学研究グループ編、多摩大学、2013年